# Bombardemagnus
Bombardemagnus var ett underhållningsprogram som sändes i Sveriges Television och hade premiär den 8 februari 1985. Magnus Härenstam och hans gäster bjöd sång, humor och sketcher. Bland gästerna fanns folkkära artister som bl.a. Björn Skifs, Lasse Berghagen, Lill Lindfors, Galenskaparna och Tomas von Brömssen. Återkommande gäster i ensemblen var Lis Nilheim, Ted Åström, Beatrice Järås och Hans Ernback. Det första avsnittet sågs av 3,8 miljoner tittare. Regissör var Lars Amble, han förekom även som gästartist i serien.

## Medverkande
- 8 februari 1985 - Björn Skifs, Beatrice Järås och Ted Åström
- 15 februari 1985 - Lasse Berghagen, Lis Nilheim och Hans Ernback
- 22 februari 1985 - Lena Nyman, Lis Nilheim och Ted Åström
- 1 mars 1985 - Galenskaparna och After Shave
- 8 mars 1985 - Lill Lindfors, Hans Ernback och Lis Nilheim
- 15 mars 1985 - Lars Amble och Beatrice Järås
- 22 mars 1985 - Tomas von Brömssen, Beatrice Järås och Hans Ernback
- 29 mars 1985 - Brasse Brännström, Lis Nilheim och Ted Åström